# ラージー・アッ＝スーラーニー
ラージー・アッ＝スーラーニー（アラビア語: راجي الصوراني、英語: Raji Sourani、1953年12月31日 - ）は、パレスチナ人の弁護士である。
1953年ガザ地区生まれ。アッ＝スーラーニーは弁護士として特にパレスチナ人の人権擁護のために活動を行い、1985年と1988年にアムネスティ・インターナショナルの「良心の囚人」になり、1991年にロバート・F・ケネディ人権賞を受賞した。そして、アッ＝スーラーニーは1995年にガザ市内にパレスチナ人権センターを設立した。
アッ＝スーラーニーは日本を含め国際的にも活動を行っており、2014年10月にはイスラエルに批判的な中東フリージャーナリストの土井敏邦によって招聘され、2014年夏季のガザ紛争に関して東京都、京都市、及び広島県において講演し、土井とともに福島第一原子力発電所事故の現状を視察し、土井らとともに軽井沢にも渡航した。さらに、土井は2017年5月にもラージー・アッ＝スーラーニーを日本に招聘して早稲田大学において講演を行うことを企画していたが、ラージー・アッ＝スーラーニーはガッザ地区から移動することが不可能であったため、スカイプを用いた講演を実施した。